# Gustav Angenheister (Geophysiker, 1917)
Gustav Georg Gunter Angenheister (* 8. November 1917 in Apia, Deutsch-Samoa; † 19. April 1991) war ein deutscher Geophysiker.

## Leben
Gustav Angenheister wurde in der ehemaligen deutschen Kolonie Samoa geboren, während sein gleichnamiger Vater dort Leiter des Samoa-Observatoriums war. Er besuchte das Gymnasium in Göttingen und legte 1937 das Abitur ab. Mit durch Kriegsdienst im Zweiten Weltkrieg bedingten Unterbrechungen studierte er Geophysik an der Georg-August-Universität. Dort wurde er 1953 bei Julius Bartels mit der Arbeit Registrierung und Diskussion erdmagnetischer Pulsationen zum Doktor der Naturwissenschaften promoviert und war anschließend am Amt für Bodenforschung in Hannover tätig. Er war ab 1957 ordentlicher Professor für Angewandte Geophysik an der Ludwig-Maximilians-Universität München und zugleich Leiter des Instituts für Allgemeine und Angewandte Geophysik und des Geophysikalischen Observatoriums der Universität in Fürstenfeldbruck, ab 1964 ordentliches Mitglied der Bayerischen Akademie der Wissenschaften und von 1968 bis 1971 Vorsitzender der Deutschen Geophysikalischen Gesellschaft. 1983 wurde er emeritiert. Seine Forschungsgebiete waren der Erdmagnetismus, die Seismik und die physikalischen Eigenschaften der Gesteine.
Gustav Angenheister war verheiratet mit Ruth geb. Suhren.

## Schriften
- Gesteinsmagnetismus und Paläomagnetismus. Borntraeger, Berlin 1972, ISBN 3-443-22001-0.
- Geschichte des Samoa-Observatoriums von 1902 bis 1921. In: H. Birett (Hrsg.): Zur Geschichte der Geophysik. Springer, Berlin 1974, ISBN 3-540-07002-8, S. 43–66.